# سقوط ایکاروس
سقوط ایکاروس (به انگلیسی: Icarus Falls) دومین آلبوم استودیویی از خواننده انگلیسی زین ملک است که در سال ۲۰۱۸ منتشر شد. آلبوم تحسین و نقدهای مثبتی از منتقدان دریافت کرد به‌ویژه برای شیوه بکارگیری آوای فالستو.

## نقدها
| بررسی جمعی           | بررسی جمعی |
| منبع                 | رتبه‌بندی   |
| -------------------- | ---------- |
| انی‌دیسنت‌میوزیک؟      | 6.2/10     |
| متاکریتیک            | 70/100     |
| بررسی انتقادی        |            |
| منبع                 | رتبه‌بندی   |
| AllMusic             | [ ۴ ]      |
| Clash                | 7/10       |
| Consequence of Sound | C+         |
| The Independent      | [ ۷ ]      |
| NME                  | [ ۸ ]      |
| Now                  | [ ۹ ]      |
| The Observer         | [ ۱۰ ]     |
| Pitchfork            | 6.4/10     |
| Slant Magazine       | [ ۱۲ ]     |